# Alf von Sievers
Alf Walter Arved von Sievers, född 1906 i Sachsenwald, Mulgi kommun i Estland, död 1 april 1946 i Frankfurt am Main, var en tysk film- och teaterskådespelare.

## Filmografi: roller i urval
- 1938 - Du und ich
- 1936 – Rendezvous im Paradies
- 1935 - ...nur ein Komödiant